# Araricá
Araricá este un oraș în Rio Grande do Sul (RS), Brazilia. 